# USM International 2014
Die USM International 2014 als offene internationale Meisterschaften von Indonesien im Badminton fanden vom 15. bis zum 20. April 2014 in Jakarta statt.

## Sieger und Platzierte
| Disziplin    | Gold                                       | Silber                              | Bronze                                                |
| ------------ | ------------------------------------------ | ----------------------------------- | ----------------------------------------------------- |
| Herreneinzel | Setyaldi Putra Wibowo                      | Fikri Ihsandi Hadmadi               | Febriyan Irvannaldy                                   |
| Herreneinzel | Setyaldi Putra Wibowo                      | Fikri Ihsandi Hadmadi               | Reksy Aureza Megananda                                |
| Dameneinzel  | Febby Angguni                              | Ana Rovita                          | Rusydina Antardayu Riodingin                          |
| Dameneinzel  | Febby Angguni                              | Ana Rovita                          | Yeni Asmarani                                         |
| Herrendoppel | Afiat Yuris Wirawan Yohanes Rendy Sugiarto | Seiko Wahyu Kusdianto Tedi Supriadi | Fajar Alfian Ridho Akbar                              |
| Herrendoppel | Afiat Yuris Wirawan Yohanes Rendy Sugiarto | Seiko Wahyu Kusdianto Tedi Supriadi | Muhd. Alfian Firsada Ternawan Sangaji Rian Swastedian |
| Damendoppel  | Dian Fitriani Nadya Melati                 | Komala Dewi Meiliana Jauhari        | Dellis Yuliana Tan Wei Han                            |
| Damendoppel  | Dian Fitriani Nadya Melati                 | Komala Dewi Meiliana Jauhari        | Deariska Putri Medita Nurbeta Kwanrico                |
| Mixed        | Lukhi Apri Nugroho Masita Mahmudin         | Hafiz Faizal Shella Devi Aulia      | Ricky Alvarino Sidarta Komala Dewi                    |
| Mixed        | Lukhi Apri Nugroho Masita Mahmudin         | Hafiz Faizal Shella Devi Aulia      | Riyo Arief Dian Fitriani                              |